# チェンジング・オブ・ザ・ガード
「チェンジング・オブ・ザ・ガード」（Changing of the Guards）は、ボブ・ディランが作詞・作曲・歌唱し、アルバム『ストリート・リーガル』（1978年）に収録した楽曲。シングルとしてもリリースされた。

## 収録レコード
- ストリート・リーガル（1978年）
- グレーテスト・ヒット第3集（1994年）

## カバー
パティ・スミスがアルバム『Twelve』（2007年）の中でカバーしている。